# شمال یخ‌زده
شمالِ یخ‌زده (انگلیسی: The Frozen North) یک فیلم کوتاه کمدی به کارگردانی و بازیگری باستر کیتون است که در سال ۱۹۲۲ منتشر شد.

## گزیدهٔ بازیگران
- باستر کیتون
- جو رابرتز
- سی‌بل سیلی
- بانی هیل
- فریمن وود
- ادوارد اف. کلاین